# Ilie Subășeanu
Ilie Subăşeanu (1906 - 1980) foi um futebolista romeno que competiu na Copa do Mundo FIFA de 1930.